# Tromperie (roman)
Pour les articles homonymes, voir Tromperie.
Tromperie (titre original en anglais : Deception) est un roman de l'écrivain américain Philip Roth paru originellement en avril 1990, traduit en français par Maurice Rambaud et publié en 1994 aux éditions Gallimard. 

## Adaptation
Le roman est adapté au cinéma par le réalisateur français Arnaud Desplechin dans le film Tromperie sorti en 2021 avec Léa Seydoux, Denis Podalydès et Emmanuelle Devos dans les rôles principaux.